# 48-я бомбардировочная авиационная дивизия
48-я бомбардировочная авиационная Рижская дивизия (48-я бад) — авиационное соединение Военно-Воздушных сил (ВВС) Вооружённых Сил РККА бомбардировочной авиации, принимавшее участие в боевых действиях Великой Отечественной войны.

## История наименований дивизии

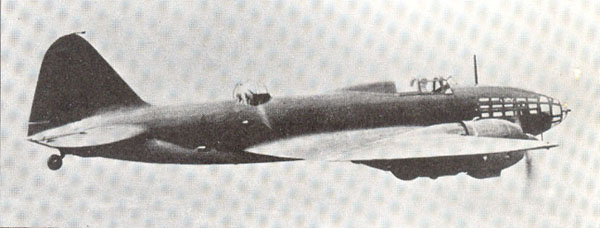
Самолёт Ил-4, состоявший на вооружении 30-го гвардейского и 109-го полков

- 48-я авиационная дивизия дальнего действия;
- 48-я авиационная Рижская дивизия дальнего действия;
- 48-я бомбардировочная авиационная Рижская дивизия (с 26.12.1944 г.).

## История и боевой путь дивизии
Дивизия сформирована 26 декабря 1944 года путём переименования 48-й авиационной Рижской дивизии дальнего действия выводом её из состава дальней авиации в связи с появлением новых задач и с целью усиления эффективности нанесения ударов по противнику в заключительном периоде войны. Одновременно с переименованием дивизия вошла в состав 1-го гвардейского бомбардировочного авиационного корпуса.
Дивизия принимала участие в боевых операциях:
- Восточно-Прусская операция — с 13 января 1945 года по 25 апреля 1945 года.
- Восточно-Померанская операция — с 20 февраля 1945 года по 4 апреля 1945 года.
- Кёнигсбергская операция — с 6 апреля 1945 года по 9 апреля 1945 года.
- Берлинская наступательная операция — с 16 апреля 1945 года по 8 мая 1945 года.

В составе действующей армии дивизия находилась с 26 декабря 1944 года по 9 мая 1945 года.
По окончании войны полки дивизии продолжали базироваться на аэродромах Белоруссии и Польши. В апреле 1946 года 1-й гвардейский бомбардировочный авиационный Смоленско-Берлинский корпус, в который входила дивизия был сокращён, из его состава были исключены и расформированы две дивизии, в том числе и 48-я бомбардировочная авиационная Рижская дивизия. лётный состав и авиационная техника были переданы в другие части и соединения.

### Командир дивизии
| Звание                | Имя                          | Период                                   | Примечание |
| --------------------- | ---------------------------- | ---------------------------------------- | ---------- |
| Генерал-майор авиации | Набоков Семён Константинович | 26 декабря 1944 года — февраль 1946 года |            |

### В составе объединений
| Дата          | Армия                               | Корпус                                                                   |
| ------------- | ----------------------------------- | ------------------------------------------------------------------------ |
| 23.12.1944 г. | 18-я воздушная армия                | 1-й гвардейский бомбардировочный авиационный Смоленско-Берлинский корпус |
| 05.04.1946 г. | 1-я воздушная армия дальней авиации | 1-й гвардейский бомбардировочный авиационный Смоленско-Берлинский корпус |
| 06.1946 г.    | 1-я воздушная армия дальней авиации | 1-й гвардейский бомбардировочный авиационный Смоленско-Берлинский корпус |

## Части и отдельные подразделения дивизии
За весь период своего существования боевой состав дивизии оставался постоянным:
| Период                     | Наименование                                        | Вооружение                                                               |
| -------------------------- | --------------------------------------------------- | ------------------------------------------------------------------------ |
| 26.12.1944 — 21.12.1945 г. | 30-й гвардейский бомбардировочный авиационный полк  | Ил-4, переименован в 170-й гвардейский бомбардировочный авиационный полк |
| 21.12.1945 — 04.1946 г.    | 170-й гвардейский бомбардировочный авиационный полк | Ил-4, передан в состав 36-й бад                                          |
| 26.12.1944 — 05.1946 г.    | 330-й бомбардировочный авиационный полк             | Ер-2, В-25 (с 1945 г.), передан в состав 22-й гв. бад                    |
| 26.12.1944 — 13.05.1946 г. | 109-й бомбардировочный авиационный полк             | Ил-4, расформирован                                                      |

## Благодарности Верховного Главнокомандующего

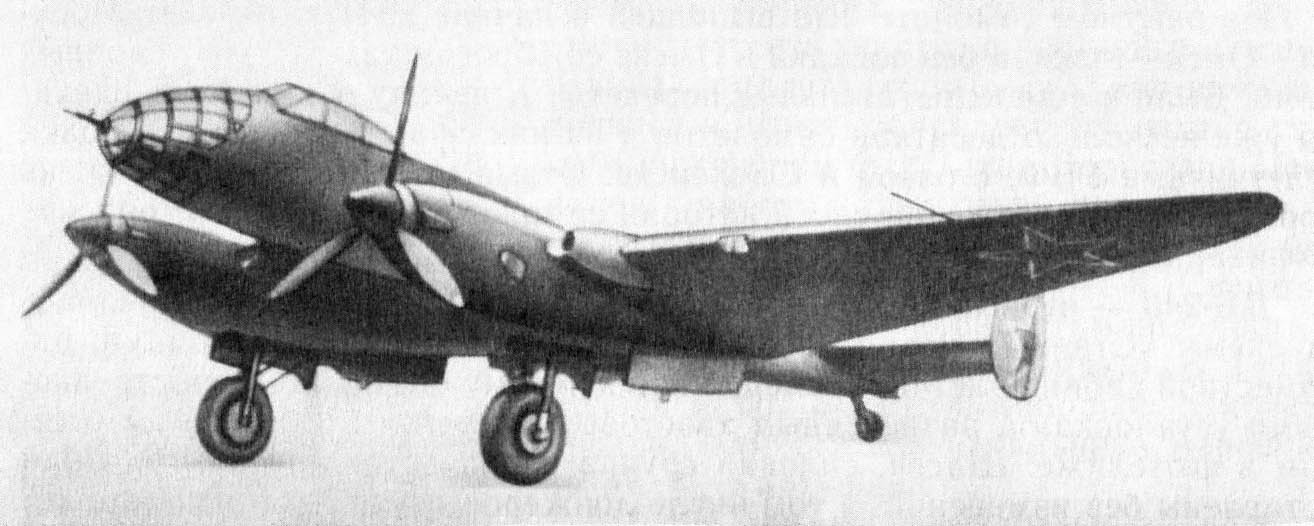
Самолёт Ер-2, состоявший на вооружении 330-го бап

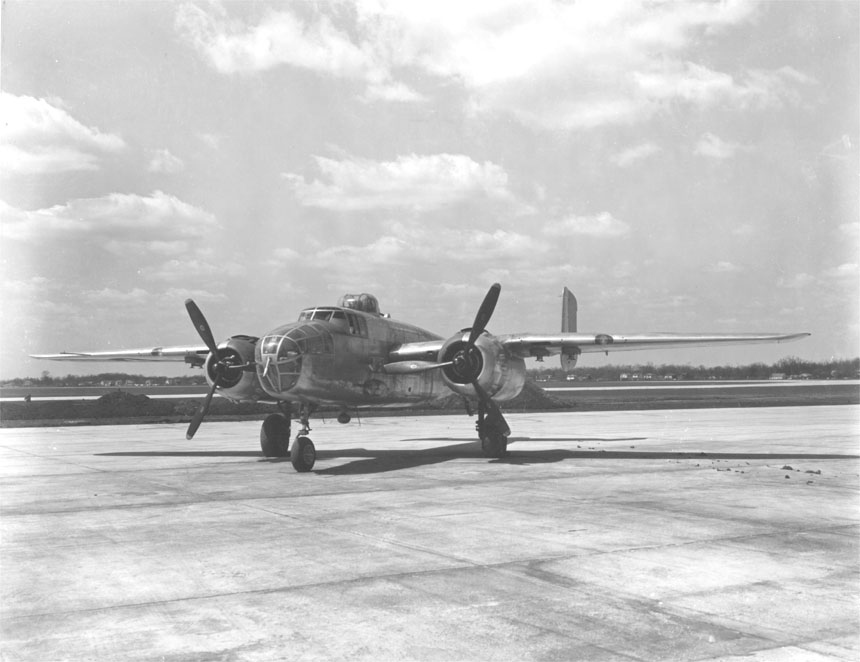
Самолёт В-25, состоявший на вооружении 330-го бап после 1945 года

Воины дивизии отмечены приказами Верховного Главнокомандующего:
- За отличие в боях при овладении городом и крепостью Гданьск — важнейшим портом и первоклассной военно-морской базой немцев на Балтийском море[6].
- За отличие в боях при овладении крепостью и главным городом Восточной Пруссии Кёнигсберг — стратегически важным узлом обороны немцев на Балтийском море[7].
- За отличие в боях при овладении городами Франкфурт-на-Одере, Вандлитц, Ораниенбург, Биркенвердер, Геннигсдорф, Панков, Фридрихсфелъде, Карлсхорст, Кепеник и вступление в столицу Германии город Берлин[8].

Воинам дивизии в составе корпуса объявлены благодарности Верховного Главнокомандующего:
- За отличие в боях при овладении литовским городом Клайпеда (Мемель) — важным портом и сильным опорным пунктом обороны немцев на побережье Балтийского моря, при завершении полного очищения Советской Литвы от немецких захватчиков[9].
- За отличие в боях при разгроме окружённой группировки противника в Будапеште и овладении столицей Венгрии городом Будапешт — стратегически важным узлом обороны немцев на путях к Вене[10].
- За отличие в боях при разгроме группы немецких войск юго-западнее Кёнигсберга[11].
- За отличие в боях при разгроме берлинской группы немецких войск и овладением столицы Германии городом Берлин — центром немецкого империализма и очагом немецкой агрессии[12].
- За отличие в боях при овладении портом и военно-морской базой Свинемюнде — крупным портом и военно-морской базой немцев на Балтийском море[13].

## Дислокация штаба дивизии
- Бяла Подляска